# Their Rock Is Not Our Rock
Albums de Fireball Ministry
The Second Great Awakening
(2003) Fireball Ministry
(2010)
Their Rock Is Not Our Rock est le troisième album studio du groupe de hard rock américain Fireball Ministry. Il est sorti le 18 octobre 2005 sur le label Liquor and Poker Music aux États-Unis et sur le label Century Media en Europe.
Il a été enregistré dans sa grande majorité au Studio 606 (dont le propriétaire est Dave Grohl) et produit par Nick Raskulinecz et Mike Terry.
La chanson "The Broken" fut utilisée pour la bande son du jeu WWE SmackDown! vs. Raw 2006.

## Liste des titres
- Tous les titres sont signés par Fireball Ministry

1. It Flies Again - 5:02
2. Sundown - 4:27
3. The Broken - 4:48
4. In the End - 3:12
5. Hellspeak - 5:24
6. Two Tears - 3:09
7. Under the Thunder - 5:23
8. Spill the Demons - 4:38
9. Rising from the Deep - 4:10
10. Save the Saved - 3:38

## Musiciens
- James A. Rota II : chant, guitares
- Emily J. Burton : guitares, chœurs
- Johny Chow : basse
- John Oreshnick : batterie, percussions